# میکائیل تساطوریان
میکائیل تساطوریان ( انگلیسی: Michael Zadoorian؛ زادهٔ ۲۶ فوریهٔ ۱۹۵۷) رمان‌نویس و داستان کوتاه‌نویس ارمنی‌تبار اهل ایالات متحده آمریکا است. وی به عنوان پدیدآور بیشتر به‌خاطر en:The Leisure Seeker شناخته شده است. در سال ۲۰۱۸ با اقتباس از این اثر فیلم سینمایی با نقش‌آفرینی هلن میرن، دونالد ساترلند و به کارگردانی کارگردان ایتالیایی، پائولو ویردزی ساخته شد

## زندگی‌نامه
وی در ۲۶ فوریهٔ ۱۹۵۷ در دیترویت به دنیا آمد و از دانشگاه ایالتی وین فارغ‌التحصیل گشت.  میکائیل و همسرش ریتا در فرندال، میشیگان زندگی می‌کنند

## آثار

### رمان‌ها
- Second Hand (2000)
- The Leisure Seeker (2009)
- Beautiful Music (2018)
- The Narcissism of Small Differences (2020)

### داستان‌های کوتاه
- The Lost Tiki Palaces of Detroit: Short Stories (2009)